# Télikert (Prága)
A Télikert a prágai vártól északra elterülő Királyi kertek legfiatalabb építménye, különböző trópusi és mediterrán növények gyűjtőhelye. A közel kilencven méter hosszú, rozsdamentes acélból és üvegből épült, közel félhenger alakú melegházat 1999-ben tervezte Eva Jiřičná.
A Királyi kerteknek ezen a részén az első délszaki növényeket (főleg citrusféléket) még II. Rudolf uralkodása alatt ültették el. Az 1950-es években a fagyérzékeny növények védelmére hagyományos stílusú üvegházat építettek. Ennek modern formájúra cserélése Václav Havel elnök első felesége, Olga Havlová ötlete volt.

## Látogatható
- április 1. – október 31. között: 6:00–18:00
- november 1. – március 31. között: zárva